# 張勉 (正統進士)
張勉（1415年—1474年），字克勤，山西省大同府應州人，軍籍，治《詩經》。

## 生平
正月初七日生，行一，由聊城縣學增廣生中式山東鄉試第八名舉人，會試中式第一百名。年二十五歲中式正統四年己未科第二甲第二十七名進士。

## 家族
曾祖張均美；祖張藁，常州府無錫縣知縣；父張文顯，前長清驛丞；母劉氏。具慶下，妻趙氏。